# Caspar Laurentius Hornschuch
Caspar Laurentius Hornschuch (* 7. August 1610 in Wölfershausen; † 17. Januar 1676 in Ohrdruf) war Kapitänleutnant und Stadthauptmann von Ohrdruf.
Er war der Sohn eines Pfarrers und entwich vermutlich gegen den elterlichen Willen dem Elternhaus, um eine militärische Laufbahn einzuschlagen. In sachsen-gothaischen Diensten brachte er es bis zum Rang eines Kapitänleutnants, während des Dreißigjährigen Krieges wurde er Stadtkommandant in Ohrdruf. Sein Grabmal hat sich auf dem Friedhof von Ohrdruf erhalten.